# E pur si muove!

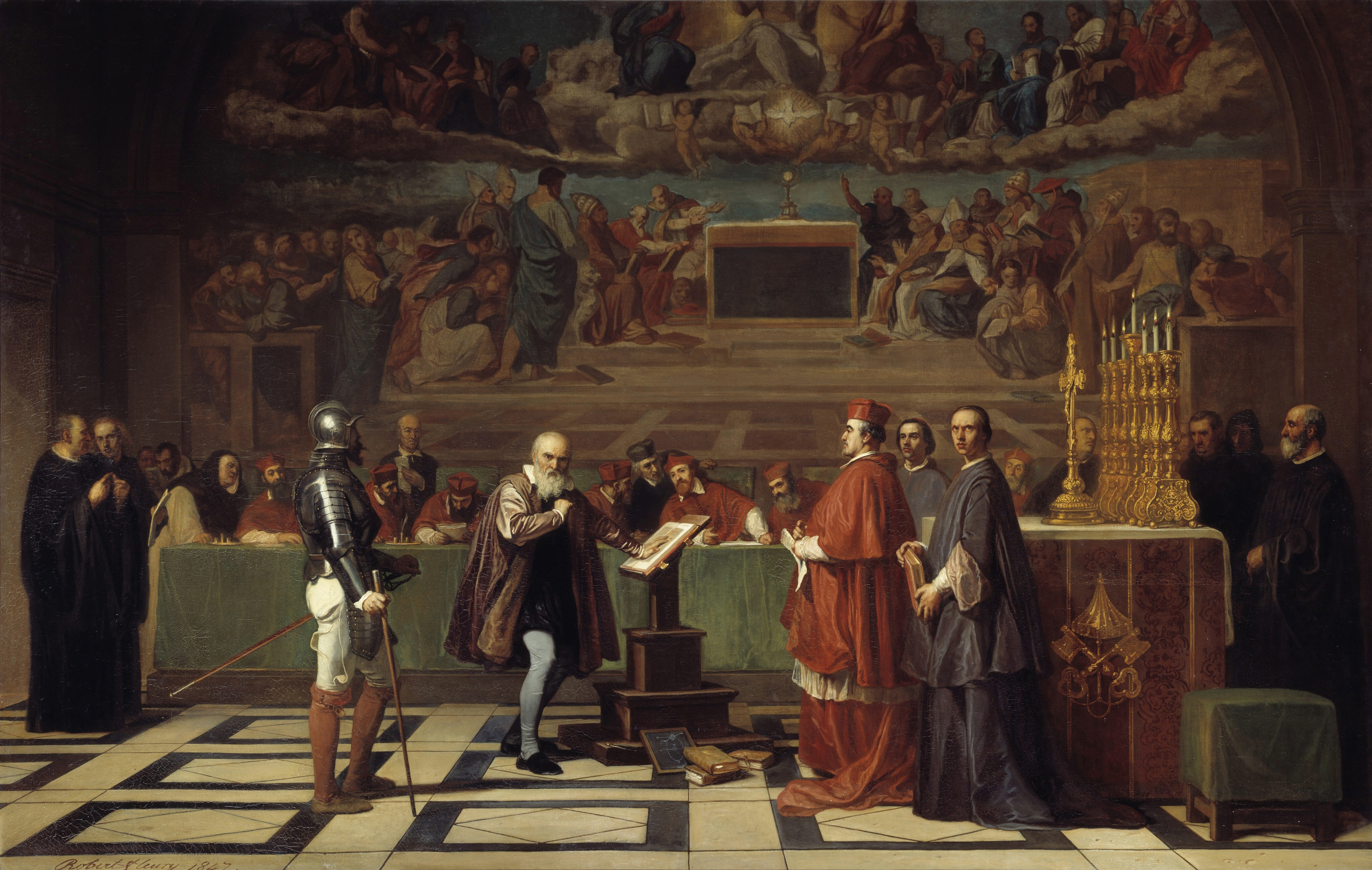
Galileu davant el Sant Ofici, pintura del, per Joseph-Nicolas Robert-Fleury

Eppur si muove (o E pur si muove) és una frase atribuïda llegendàriament a Galileu. Es tradueix com «I tanmateix, es mou». Es diu que la va pronunciar després d'abjurar de la visió heliocèntrica del món davant el tribunal de la Santa Inquisició. Des d'un punt de vista simbòlic, sintetitza la persistència de les proves científiques enfront de la censura de la fe, la quinta essència de la rebel·lia del científic davant les convencions per autoritat.
Apòcrifa o no, la frase s'atribueix a Galileu per a remarcar la resistència del científic davant l'autoritat representada per l'Església en les veritats de la fe, i davant de Ptolemeu i Aristòtil en les veritats de la ciència —que estaven d'acord amb una visió del cosmos en la qual la Terra era el centre al voltant del que rotaven la resta de cossos celestes—.
La teoria heliocèntrica va ser anteriorment defensada per Copèrnic, Johannes Kepler o Giordano Bruno, i va acabar imposant-se primer en el món científic i posteriorment en la resta de la societat, incloent-hi l'Església, al llarg del segle xviii. El penediment de l'Església Catòlica per l'afer Galileu es va produir el 31 d'octubre de 1992.